# Жордан, Бруну
Бруну Андре Каваку Жордан (порт. Bruno André Cavaco Jordão; родился 12 октября 1998) — португальский футболист, полузащитник английского клуба «Вулверхэмптон Уондерерс».

## Клубная карьера
Уроженец Маринья-Гранди, округ Лейрия, Жордан начал футбольную карьеру в местных командах «Гарсия», «Мариньенсе» и «Униан Лейрия». В сезоне 2015/16 стал самым молодым игроком и самым молодым автором гола в истории клуба, сыграв 23 матча и забив 4 мяча в третьем дивизионе чемпионата Португалии. В июле 2016 года перешёл  в «Брагу».
20 августа 2016 года состоялся профессиональный дебют Жордана за клуб «Брага B» в матче Лиги Про (второго дивизиона чемпионата Португалии) против «Кова-да-Пиедади». Всего в сезоне 2016/17 провёл за вторую команду «Браги» 19 матчей и забил 2 мяча в рамках лиги.
31 августа 2017 года Жордан и его одноклубник Педру Нету были отправлены в двухлетнюю аренду в итальянский клуб «Лацио» с возможностью последующего выкупа. В основном составе «Лацио» Жордан дебютировал только в 2019 году, сыграв в трёх матчах итальянской Серии A.
2 августа 2019 года Бруну Жордан и Педру Нету стали игроками английского «Вулверхэмптон Уондерерс», подписав с клубом долгосрочные  контракты до 2024 года. Жордан дебютировал за «волков» 25 сентября 2019 года в матче третьего раунда Кубка Английской футбольной лиги против «Рединга». Забил гол на 27-й минуте, но уже на 42-й минуте был заменён из-за травмы.

## Карьера в сборной
Выступал за сборные Португалии до 18, до 19, до 20 лет и до 21 года.